# Tirreno-Adriatico 2004
La Tirreno-Adriatico 2004, trentanovesima edizione della corsa, si svolse in sette tappe dal 10 al 16 marzo 2004 e affrontò un percorso totale di 1 245 km con partenza da Sabaudia e arrivo a San Benedetto del Tronto. Fu vinta dall'italiano Paolo Bettini della Quick Step-Davitamon che concluse in 33h47'06".

## Tappe
| Tappa  | Data     | Percorso                                   | km    | Vincitore di tappa  | Leader cl. generale |
| ------ | -------- | ------------------------------------------ | ----- | ------------------- | ------------------- |
| 1ª     | 10 marzo | Sabaudia > Sabaudia                        | 172   | Alessandro Petacchi | Alessandro Petacchi |
| 2ª     | 11 marzo | Latina > Maddaloni                         | 164   | Alessandro Petacchi | Alessandro Petacchi |
| 3ª     | 12 marzo | Maddaloni > Isernia                        | 168   | Óscar Freire        | Óscar Freire        |
| 4ª     | 13 marzo | Isernia > Paglieta                         | 179   | Paolo Bettini       | Paolo Bettini       |
| 5ª     | 14 marzo | Paglieta > Torricella Sicura               | 215   | Roberto Petito      | Paolo Bettini       |
| 6ª     | 15 marzo | Monte San Pietrangeli > Torre San Patrizio | 185   | Paolo Bettini       | Paolo Bettini       |
| 7ª     | 16 marzo | San Benedetto del Tronto                   | 162   | Alessandro Petacchi | Paolo Bettini       |
| Totale | Totale   | Totale                                     | 1 245 |                     |                     |

## Squadre partecipanti
| N.    | Cod. | Squadra                          |
| ----- | ---- | -------------------------------- |
| 1-8   | FAS  | Fassa Bortolo                    |
| 11-18 | ALB  | Alessio-Bianchi                  |
| 21-28 | BLB  | Brioches La Boulangère           |
| 31-38 | PAN  | Ceramiche Panaria-Margres        |
| 41-48 | COF  | Cofidis, le Crédit par Téléphone |
| 51-58 | C.A  | Crédit Agricole                  |
| 61-68 | DEN  | De Nardi                         |
| 71-78 | DVE  | Domina Vacanze                   |
| 81-88 | GST  | Gerolsteiner                     |
| 91-98 | LAM  | Lampre                           |

| N.      | Cod. | Squadra                            |
| ------- | ---- | ---------------------------------- |
| 101-108 | LAN  | Landbouwkrediet-Colnago            |
| 111-118 | LST  | Liberty Seguros                    |
| 121-128 | LOT  | Lotto-Domo                         |
| 131-138 | PHO  | Phonak Hearing Systems             |
| 141-148 | QSD  | Quick Step-Davitamon               |
| 151-158 | RAB  | Rabobank                           |
| 161-168 | SAE  | Saeco Macchine per Caffè           |
| 171-178 | SDV  | Saunier Duval-Prodir               |
| 181-188 | TMO  | T-Mobile Team                      |
| 191-198 | VIN  | Vini Caldirola-Nobili Rubinetterie |

## Classifiche finali

### Classifica generale - Maglia azzurra
| Pos. | Corridore         | Squadra         | Tempo     |
| ---- | ----------------- | --------------- | --------- |
| 1    | Paolo Bettini     | Quick Step      | 33h47'06" |
| 2    | Óscar Freire      | Rabobank        | a 5"      |
| 3    | Erik Zabel        | T-Mobile Team   | a 11"     |
| 4    | Igor Astarloa     | Cofidis         | a 18"     |
| 5    | Stuart O'Grady    | Cofidis         | a 21"     |
| 6    | Michael Boogerd   | Rabobank        | a 22"     |
| 7    | Rolf Aldag        | T-Mobile Team   | a 26"     |
| 8    | Giuliano Figueras | Ceram. Panaria  | s.t.      |
| 9    | Ángel Vicioso     | Liberty Seguros | a 27"     |
| 10   | Joaquim Rodríguez | Saunier Duval   | a 28"     |